# 鼓楼街道 (榆林市)
鼓楼街道，是中华人民共和国陕西省榆林市榆阳区下辖的一个乡镇级行政单位。

## 行政区划
鼓楼街道下辖以下地区：
鸳鸯湖社区、红文昌楼社区、普惠泉社区、城皇庙滩社区、凯歌楼社区和二里半社区。